# Dorothy Urfer
Dorothy Urfer, née en 1905 à Indianapolis dans l'Indiana, est une dessinatrice de comic strips.

## Biographie
Dorothy Urfer naît en 1905 à Indianapolis dans l'Indiana. Elle commence à travailler comme assistante d'un dentiste mais elle propose plusieurs de ses dessins aux journaux et en 1929, elle est engagée par la branche de Cleveland de la Newspaper Enterprise Association (NEA). ELle déménage donc dans cette ville et commence à être publiée en mai 1929. Elle reprend alors la série Radiomania tenue auparavant par Joe King puis Art Krenz. Elle la laisse en septembre 1930 à Charles Okerbloom qui sera suivi par George Scarbo. Avant d'abandonner Radiomania, Dorothy Urfer avait lancé une nouvelle série nommée The Antics of Annibelle le 29 décembre 1929. D'abord en noir et blanc et en une seule bande, elle gagne les pages couleurs et une deuxième bande en 1935. En mars 1936, le strip est repris par Virginia Krausmann. À côté de ses comic strips, Dorothy Urfer illustre aussi de nombreux textes. Elle commence par des ouvrages de poésie édités par la NEA mais on retrouve ses dessins dans de nombreux journaux comme le Wisconsin Rapids Daily Tribune ou The Sunday Oregonian.
Le 31 août 1935 à Gates Mills dans le comté de Cuyahoga en Ohio, Dorothy Urfer épouse Joseph B. King,. Elle abandonne peu après la bande dessinée et l'illustration bien qu'en 1953 elle écrive et illustre le livre pour enfants The Little Red Bicycle publié par Whitman Publishing.